# Hazem Shehata
Hazem Shehata (El Cairo, Egipto, 2 de febrero de 1998) es un futbolista de Catar nacido en Egipto que juega en la posición de lateral izquierdo con el Al-Rayyan SC de la Liga de fútbol de Catar.

## Carrera

### Club
| Periodo   | Club                    |
| --------- | ----------------------- |
| 2016–2021 | Al-Duhail SC            |
| 2019–2020 | → Umm-Salal SC (cedido) |
| 2020–2021 | → Al-Ahli Doha (cedido) |
| 2021-2024 | Al-Wakrah SC            |
| 2024-     | Al-Rayyan SC            |

### Selección nacional
Ha jugado en el sistema de selecciones nacionales de Catar desde la categoría sub-23, selección con la que jugó en los Juegos Asiáticos de 2018 donde anotó un gol en el empate 1-1 ante Tailandia. Debutó con Catar en 2017 y su primer gol internacional lo anotó el 2 de julio de 2023 en la victoria por 1-0 sobre México en Santa Clara, California por la Copa de Oro de la Concacaf 2023.

## Logros
- Liga de fútbol de Catar: 2016-17, 2017-18
- Copa del Jeque Jassem: 2015, 2016
- Copa del Emir de Catar: 2016, 2018, 2019
- Copa Príncipe de la Corona de Catar: 2018